# بوبي ريان
بوبي ريان (بالإنجليزية: Bobby Ryan)‏ (و. 1987  م) هو لاعب هوكي الجليد، من الولايات المتحدة، ولد في تل الكرز، شارك في الألعاب الأولمبية الشتوية 2010، يلعب كجناح ‏، ومهاجم ‏.

## روابط خارجية
- بوبي ريان على موقع دوري الهوكي الوطني (الإنجليزية)
- بوبي ريان على موقع قاعة مشاهير الهوكي (لاعب أن.إتش.أل) (الإنجليزية)
- بوبي ريان على موقع EliteProspects.com (الإنجليزية)
- بوبي ريان على موقع Eurohockey.com (الإنجليزية)
- بوبي ريان على موقع HockeyDB.com (الإنجليزية)
- بوبي ريان على موقع Hockey-Reference.com (الإنجليزية)
- بوبي ريان على موقع أوليمبيديا (الإنجليزية)